# 린안타이구춰

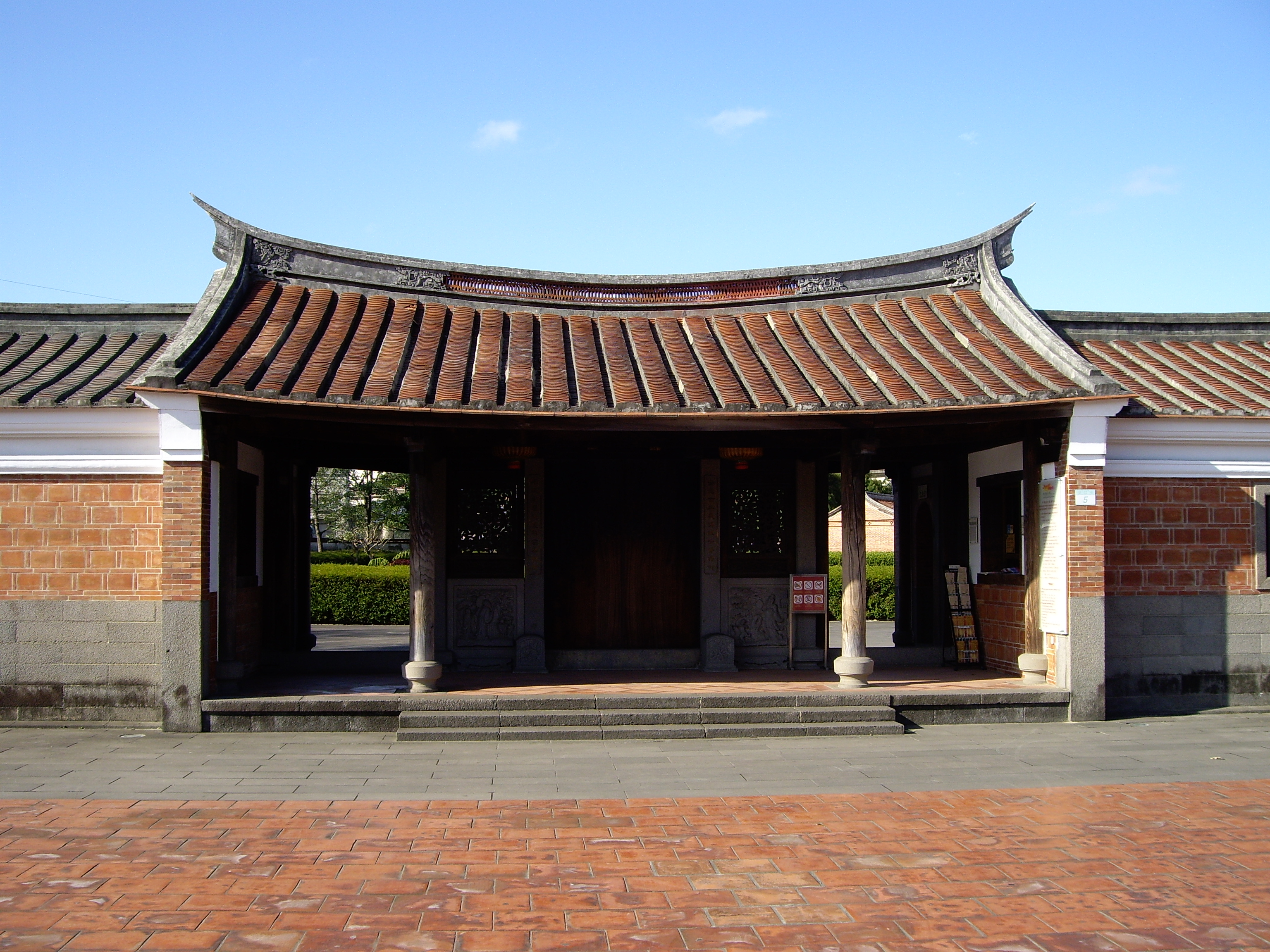
리안타이구춰 입구

린안타이구춰는 타이완 타이베이시에 있는 민가이다. 1800년에 세에줬으며, 푸제신으로 지어졌다. 린씨 일가가 건축하였다. 당시 상류사회의 모습을 볼 수 있다.